# Lampa spektralna
Lampa spektralna - typ lampy, której źródło światła o widmie liniowym jest stosowane do celów spektroskopii promieniowania widzialnego, podczerwonego oraz ultrafioletowego. Substancją świecącą są pary metali bądź rozrzedzone gazy, które są pobudzane niskonapięciowym łukiem elektrycznym. Głównym parametrem jakości lampy spektralnej jest szerokość linii widmowych. Lampa ta posiada trzy elektrody: dwie robocze oraz jedną rozruchową.